# Nowa Wieś Szlachecka (przystanek kolejowy)
Nowa Wieś Szlachecka – dawny kolejowy przystanek osobowy w Buku Pomorskim, w gminie Jabłonowo Pomorskie, w powiecie brodnickim, w województwie kujawsko-pomorskim, w Polsce. Położony na linii kolejowej z Jabłonowa Pomorskiego do Prabut. Linia ta posiadała jeden tor. Miała znaczenie lokalne. Została otwarta w dniu 1 października 1899 roku. Przewozy pasażerskie zostały zawieszone w 1990 roku. Torowisko zostało rozebrane w styczniu 2006 roku.